# Ferrari 250 GTO
El Ferrari 250 GTO es un automóvil deportivo y de competición producido por el fabricante italiano Ferrari entre 1962 y 1964. Es considerado como uno de los mejores coches de alto rendimiento jamás construido.
El número 250 hace referencia a la capacidad en centímetros cúbicos, de cada cilindro. Las siglas GTO significan en italiano: "Gran Turismo Omologato" (Gran Turismo Homologado).
En 2004, la revista Sports Car International nombró al 250 GTO como el número 8 en la lista de "Mejores Automóviles Deportivos" de los años 1960. Del mismo modo, la revista Motor Trend Classic lo nombró como el número 1 en su lista de los "Más Grandes Ferrari de todos los tiempos". En 2010, la revista Top Gear lo nombró como el mejor coche deportivo de todos los tiempos.

## Desarrollo

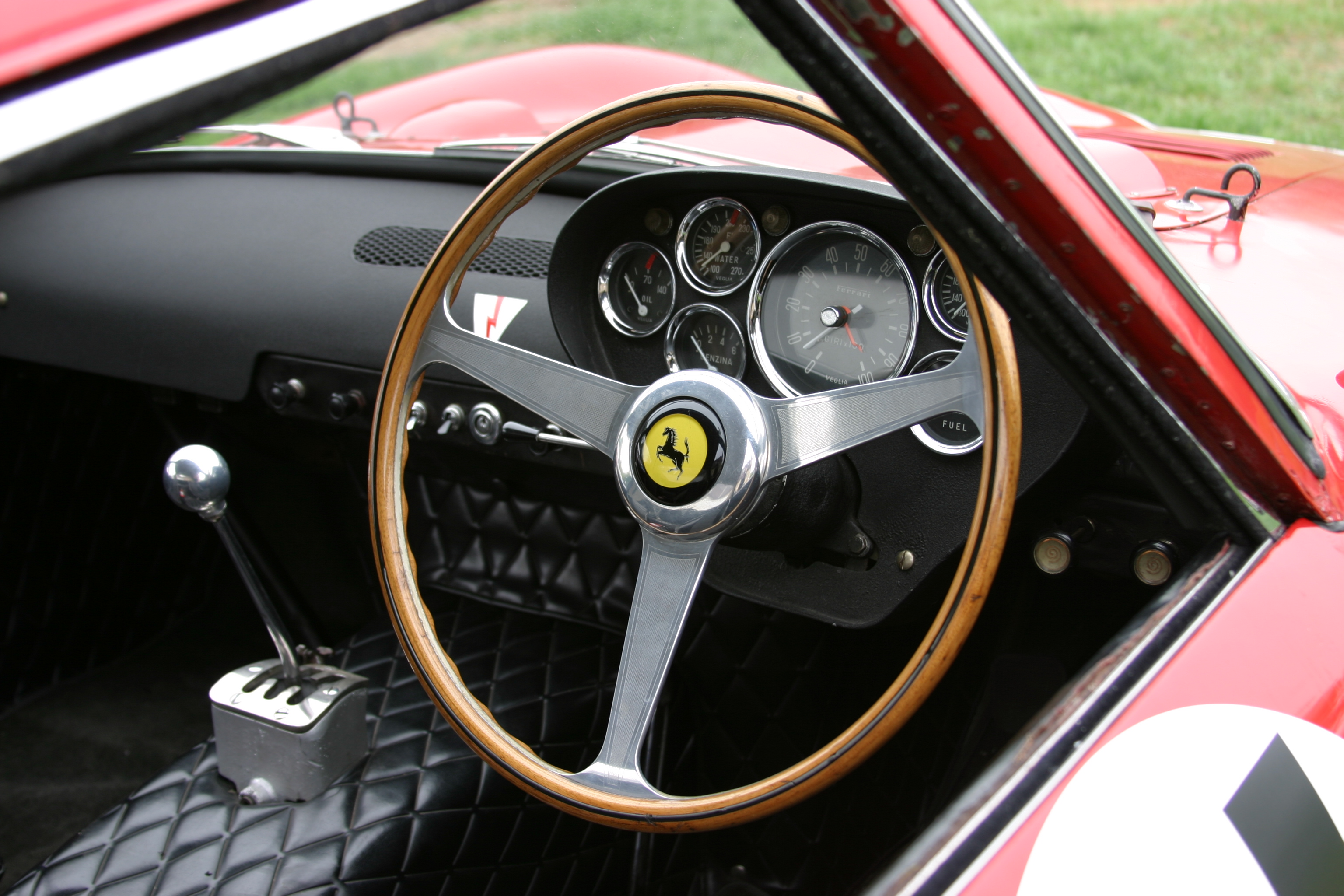
Vista interior del chasis #3647GT

Se presentó a los medios de comunicación durante la conferencia de prensa anual de Ferrari, el 24 de febrero de 1962. Giancarlo Baghetti fue el encargado de probarlo en el Autodromo Nazionale di Monza, donde demostró ser muy rápido. Ninguno de los 36 fabricados de 1962 a 1964 era idéntico a otro, ya que el coche evolucionaba constantemente. Los primeros 18 ejemplares tenían el alerón trasero como elemento separado. Luego, se convirtió en parte integrante del coche.
Fueron diseñados para competir en la categoría GT. Eran una evolución ortodoxa de los 250 GT SWB. Se le atribuye el inicio del proyecto de diseño a principios de los años 1960 a Giotto Bizzarrini, quien era ingeniero en jefe en aquel entonces. Bizzarrini Tomó el chasis del 250 GT SWB y lo acopló con un V12 Colombo Tipo 168 Comp/62 de 2953 cm³ (3 L; 180,2 plg³) del Ferrari 250 Testa Rossa. Sucesivamente, debido a problemas y desacuerdos internos con Enzo Ferrari, Bizzarrini y otros ingenieros dejaron la casa, por lo que el desarrollo y terminación del proyecto fue encargado al ingeniero Mauro Forghieri y al diseñador Sergio Scaglietti. La carrocería era más ancha fue perfeccionada en las pruebas en el túnel de viento y la pista.
El resto del coche era una presentación equilibrada de la tecnología de Ferrari de los años 60. Contaba con un bastidor tubular soldado a mano, suspensión delantera de doble horquilla, frenos de disco y ruedas fabricadas por Borrani. La transmisión era de cinco velocidades, lo cual era un paso adelantado a su tiempo realmente revolucionario.
El interior era austero hasta el extremo en el que un velocímetro no era considerado necesario para el panel de instrumentos.

## Especificaciones
Gracias a su potente motor, lograba alcanzar una velocidad máxima de 280 km/h (174 mph).
| Materiales del motor            | Bloque y cabezas de aleación ligera                             |
| Distribución                    | SOHC 2 válvulas x cilindro (24 en total), accionadas por cadena |
| Alimentación                    | 6 carburadores dobles Weber 38 DCN, naturalmente aspirado       |
| Diámetro x carrera              | 73 x 58,8 mm (2,87 x 2,31 pulgadas)                             |
| Cilindrada unitaria             | 246,1 cm³ (15,0 pulgadas cúbicas)                               |
| Potencia máxima                 | 300 CV (296 HP; 221 kW) @ 7500 rpm                              |
| Par máximo                      | 30 kg·m (294 N·m; 217 lb·pie) @ 5500 rpm                        |
| Potencia específica             | 101,6 CV/litro                                                  |
| Sistema de lubricación          | Cárter seco                                                     |
| Relación de compresión          | 9.7:1                                                           |
| Encendido                       | Eléctrico con una bujía por cilindro y dobles bobinas           |
| Embrague                        | Disco único seco                                                |
| Capacidad tanque de combustible | 130 litros (34,3 galAm)                                         |

| 1.ª   | 2.ª   | 3.ª  | 4.ª  | 5.ª | Final |
| ----- | ----- | ---- | ---- | --- | ----- |
| 2.935 | 1.975 | 1.45 | 1.17 | 1   | 4.25  |

## Valor actual

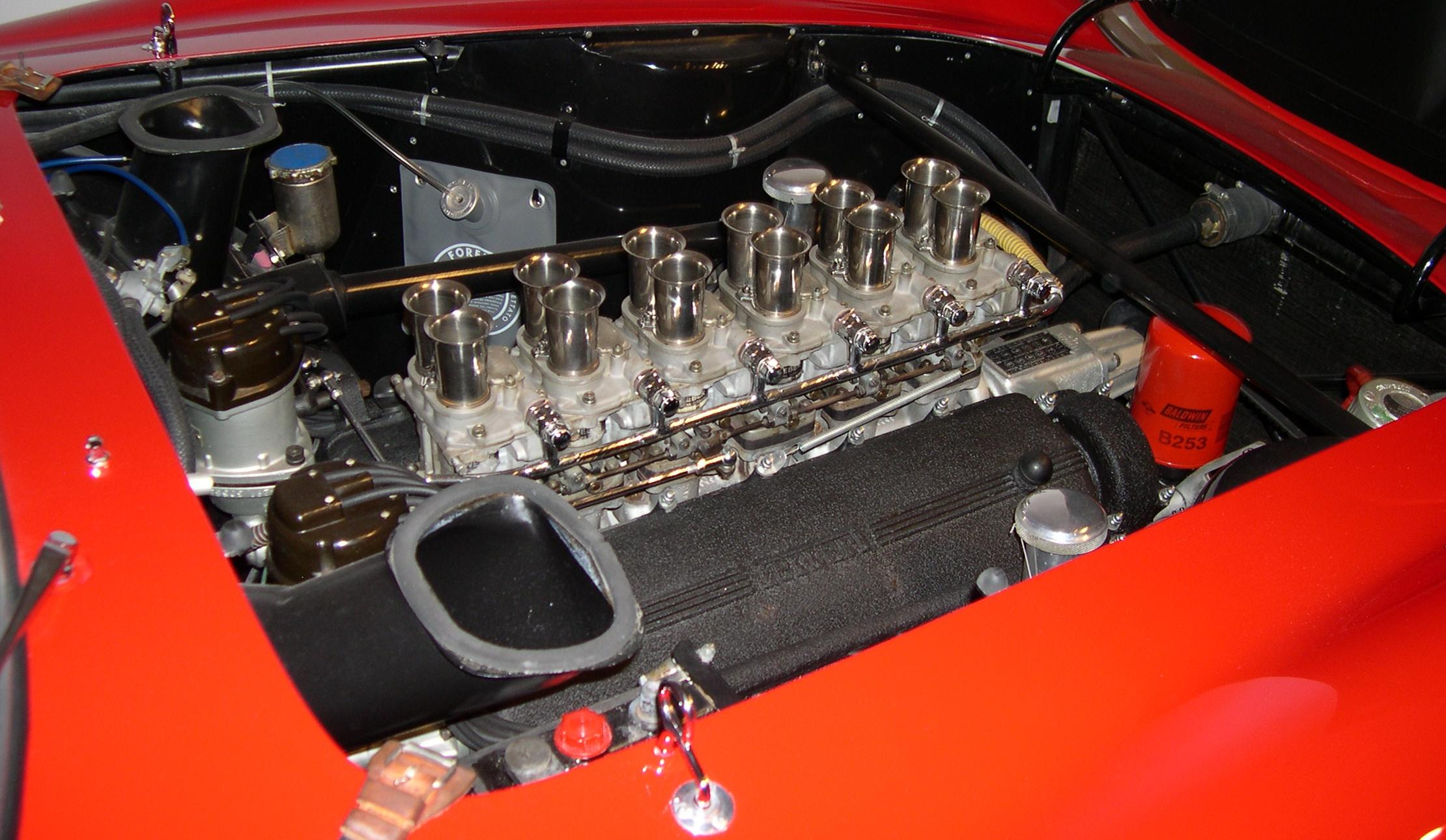
V12 de un modelo 1962

Ha pasado a ser uno de los coches más caros del mundo con diferencia. En 2010, RM Auctions vendió un ejemplar por 14 000 000 €. Uno de los últimos ejemplares salidos a subasta fue vendido por más de 20 000 000 €. Actualmente, este coche ostenta el récord del más caro del mundo, puesto que en junio de 2012 alcanzó el precio de 28 225 806 € en una subasta; y en 2013 llegó a los 38 000 000 €, cantidad que pagó un comprador anónimo a su anterior propietario, Paul Pappalardo, otro coleccionista de Connecticut.
En junio de 2018, se vendió el modelo con número de chasis 4153 GT, pero por US$80 000 000 (equivalente a $97 068 646 en 2023) o alrededor de 67 000 000 € al coleccionista privado David MacNeil, consejero delegado de la empresa de accesorios automotrices WeatherTech, superando así todas las compras anteriores.
En agosto de 2018, se subastó otro ejemplar en la localidad de Pebble Beach por un precio de US$48 405 000 (equivalente a $58 732 597 en 2023), siendo hasta ese momento, el coche más caro en una subasta pública.

## En competición

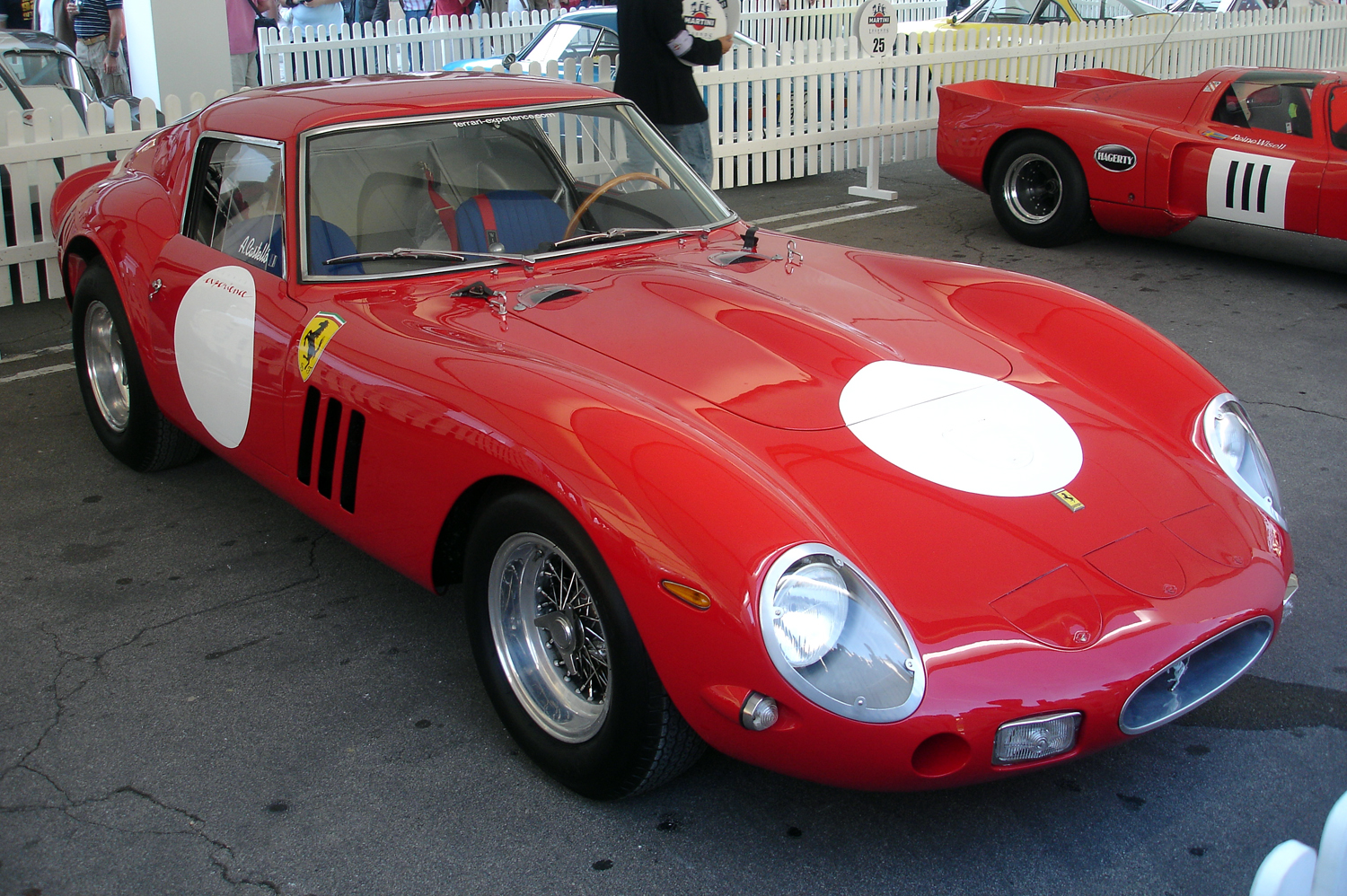
En el festival Martini Legends durante la conmemoración del 75.º aniversario del circuito de Montjuïc, en octubre de 2007

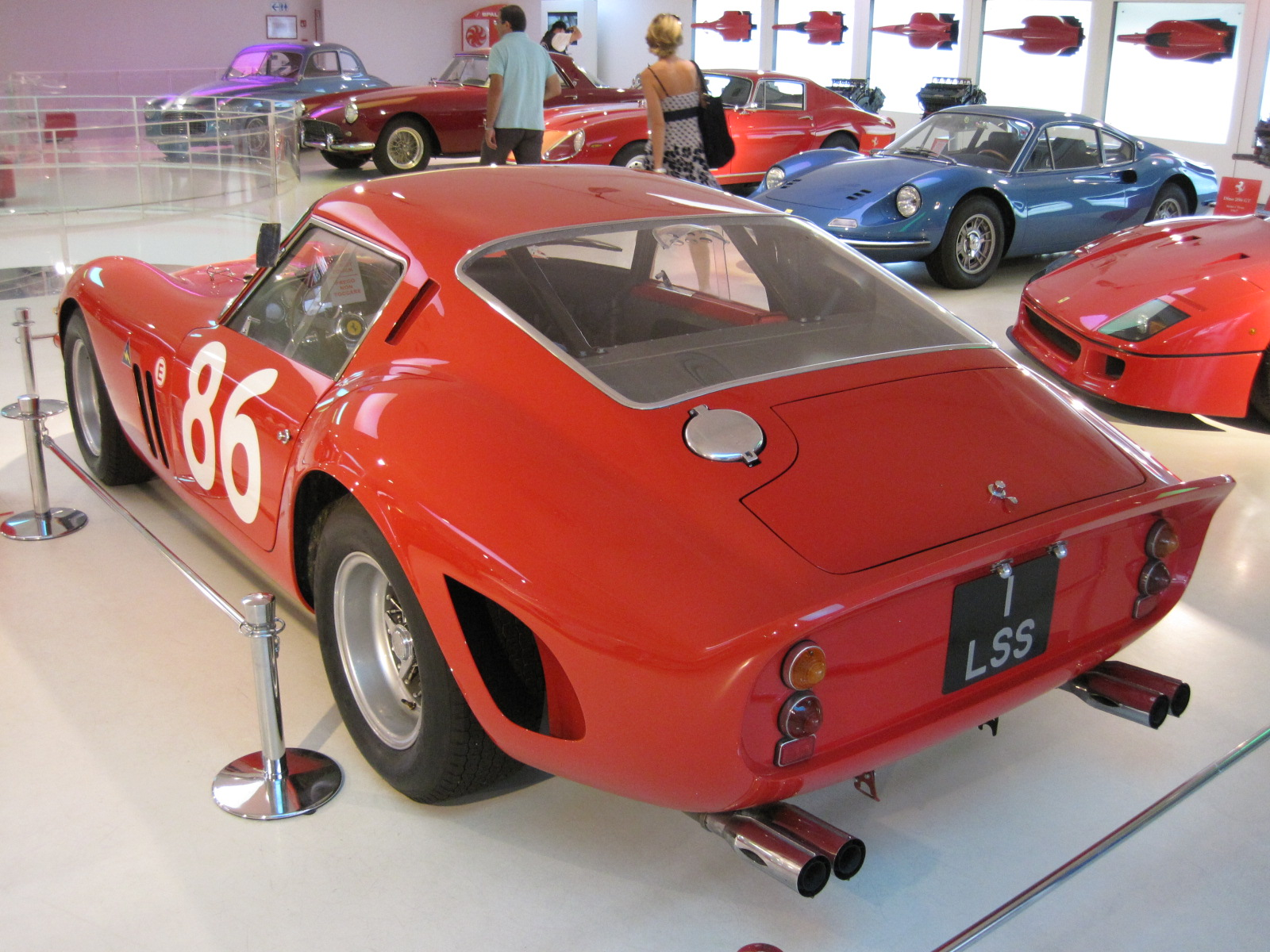
Vista trasera en el Museo Ferrari

Según la FIA, encargada de regular los coches de competición, 100 ejemplares de un vehículo debían ser construidos para su homologación en la clase GT, en comparación con la clase de prototipo, menos estricta. Sin embargo, Ferrari fabricó solamente 39 unidades, de los cuales 32 fueron del modelo 1962 más uno en LMB; tres prototipos con los motores de 4 litros 330 GTO; y tres tipo 1964 con la carrocería mejorada y revisada, conocido como Serie II. Sin embargo, fue homologado para competir en la clase GT.
El coche debutó en las 12 Horas de Sebring de 1962, pilotado por el estadounidense Phil Hill y el belga Olivier Gendebien. Aunque tuvo problemas técnicos, igualmente terminó segundo, detrás de un Ferrari 250 Testarossa. También ganó dos veces las 24 Horas de Le Mans, la carrera de resistencia más famosa del mundo, además de imponerse también en la Targa Florio.
Era un coche de carreras excepcionalmente capaz. A la hora de su introducción era, dependiendo de la relación del cambio, muy probablemente el coche más rápido en cualquier pista de la categoría.
En la mejor tradición de firma, hizo que los pilotos normales pareciesen excelentes y dio a grandes pilotos una ventaja insuperable. Años de desarrollo de sus componentes significativos y robustez tradicional de la marca, también garantizaba que el coche duraría hasta el final de la temporada.
Ganó el campeonato del mundo durante tres años seguidos: 1962, 1963 y 1964, cuyas victorias más destacadas han sido: el Trofeo de Auvernia de 1962 con Carlo Mario Abate pilotando el chasis #3445GT; el Trofeo Turista de 1962 con Innes Ireland en el 3505GT; los 1000 km (600 millas) de París de 1962 con Pedro y Ricardo Rodríguez en el 3987GT; las 3 Horas de Daytona de 1963 también con Pedro Rodríguez en el 4219GT; el Tour de Francia de 1963 con el francés Jean Guichet; y el Tour de Francia de 1964 con Lucien Bianchi y Georges Berger en el 4153GT.